# Metapán
Metapán – miasto w Salwadorze, w departamencie Santa Ana, w pobliżu granicy z Gwatemalą. Ludność (2007): 19,4 tys. (miasto), 59,0 tys. (gmina). Rozwinął się tutaj przemysł spożywczy i chemiczny.
Najważniejszym zabytkiem miasta jest kościół św. Piotra (Iglesia de San Pedro), wybudowany w latach 1736-1743 w stylu kolonialnym.
W mieście działa klub piłkarski AD Isidro Metapán, który rozgrywa swoje mecze na stadionie Estadio Jorge Calero Suárez.